# Подсеље
Подсеље је насељено место у саставу града Виса, на острву Вису, Сплитско-далматинска жупанија, Република Хрватска.

## Историја
До територијалне реорганизације у Хрватској налазило се у саставу старе општине Вис.

## Становништво
На попису становништва 2011. године, Подсеље је имало 19 становника.
| Број становника по пописима | Број становника по пописима | Број становника по пописима | Број становника по пописима | Број становника по пописима | Број становника по пописима | Број становника по пописима | Број становника по пописима | Број становника по пописима | Број становника по пописима | Број становника по пописима | Број становника по пописима | Број становника по пописима | Број становника по пописима | Број становника по пописима | Број становника по пописима |
| --------------------------- | --------------------------- | --------------------------- | --------------------------- | --------------------------- | --------------------------- | --------------------------- | --------------------------- | --------------------------- | --------------------------- | --------------------------- | --------------------------- | --------------------------- | --------------------------- | --------------------------- | --------------------------- |
| 1857                        | 1869                        | 1880                        | 1890                        | 1900                        | 1910                        | 1921                        | 1931                        | 1948                        | 1953                        | 1961                        | 1971                        | 1981                        | 1991                        | 2001                        | 2011                        |
| 0                           | 0                           | 27                          | 84                          | 105                         | 123                         | 70                          | 116                         | 121                         | 119                         | 84                          | 56                          | 39                          | 31                          | 23                          | 19                          |

Напомена: У 1857. и 1869. подаци су садржани у насељу Вис. Као насеље исказано је у 1900, 1910. и од 1948. надаље.

### Попис1991.
На попису становништва 1991. године, насељено место Подсеље је имало 31 становника, следећег националног састава:
| Попис 1991.‍  | Попис 1991.‍  | Попис 1991.‍ | Попис 1991.‍ | Попис 1991.‍ |
| ------------ | ------------ | ----------- | ----------- | ----------- |
|              |              |             |             |             |
| Хрвати       | Хрвати       |             | 29          | 93,54%      |
| неопредељени | неопредељени |             | 2           | 6,45%       |
| укупно: 31   |              |             |             |             |